# Pidkamin'
Pidkamin' (in ucraino Підкамінь?; in polacco Podkamień) è un insediamento rurale ucraino (1 895 abitanti) nel distretto di Zoločiv, nell'oblast' di Leopoli. Ospita l'amministrazione della comunità territoriale di Pidkamin', una delle comunità territoriali dell'Ucraina.
Fino al 18 luglio 2020 Pidkamin' faceva parte del distretto di Brody, abolito come parte della riforma amministrativa dell'Ucraina, che ha ridotto a sette il numero dei distretti dell'oblast' di Leopoli. L'area del distretto di Brody è stata trasferita al distretto di Zoločiv.
Fino al 26 gennaio 2024 Pidkamin' era classificata come insediamento di tipo urbano. Da tale data è entrata in vigore una nuova legge che ha abolito questo status e Pidkamin' è stata riclassificata come insediamento rurale,
Si trova vicino al confine amministrativo di tre oblast', Leopoli, Rivne e Ternopil'.